# Бризігелла
Бризігелла, Бризіґелла (італ. Brisighella) — муніципалітет в Італії, у регіоні Емілія-Романья, провінція Равенна.
Бризігелла розташована на відстані близько 270 км на північ від Рима, 50 км на південний схід від Болоньї, 45 км на південний захід від Равенни.
Населення — 7689 осіб (2014).

## Демографія
Населення за роками:

Станом на 1 січня 2023 року в муніципалітеті офіційно проживало 690 іноземців з 54 країн, серед них 145 громадян країн Євросоюзу та 33 громадяни України.

## Сусідні муніципалітети
- Казола-Вальсеніо
- Кастрокаро-Терме-е-Терра-дель-Соле
- Фаенца
- Форлі
- Марраді
- Модільяна
- Палаццуоло-суль-Сеніо
- Ріоло-Терме